# 王寬 (南齊)
王寬（？—485年），自稱太原郡祁縣人，但其時有人因其宗族居於下邳而以其為下邳郡人。南朝宋及南齊官員，宋左光祿大夫王玄謨之子。

## 生平
泰始元年（465年）宋明帝即位之際，王寬正在擔任隨郡太守，當時全國大部分州郡都不支持宋明帝政權，而支持在尋陽的晉安王劉子勛。王寬因為父親王玄謨身在宋明帝控制的京師建康，於是棄郡還都。宋明帝知其來投即任嘉賞，並打算派王寬跟隨青冀二州刺史張永進攻支持子勛的徐州刺史薛安都等，不過王寬以母親仍在隨郡為由推辭，反請求得西討以救回母親。宋明帝順從其意，王寬亦成功攻陷隨郡，殺了劉子勛一方的太守劉師念，也救了母親。劉子勛被消滅了後，宋明帝為嘉許王寬，特命人繪畫王寬畫像。
王寬後擔任左衞將軍，又在元徽二年（474年4月4日）外任右將軍、南豫州刺史。同年平定桂陽王劉休範起事後進號平西將軍。後轉都官尚書，昇明元年（478年）荊州刺史沈攸之起兵反對執政的蕭道成時王寬以本官加平西將軍。南齊建立後，王寬任散騎常侍、光祿大夫，領前軍將軍。當時王寬弟王瞻因與皇太子蕭賾有前怨而遭蕭賾因故殺害，但並沒有牽連上王寬。永明元年（483年），王寬轉任太常，但因在家中殺牛而被免官，後復任光祿大夫。永明三年（485年）去世。